# 馬場信武
馬場 信武（ばば のぶたけ、? - 正徳5年1月19日（1715年2月22日））は、江戸時代中期の医者、小説家、漢学者。中国の軍書や卜占の翻訳に努めた。医師名は「尾田玄古」といった。また、「源信武」とも称した。軒号を「時習齋」とし、「六九子」、「梅翁軒」とも号していた。自らを「洛下賤者」、「洛下晩進」などと卑下したこともある。子に軍書作家の馬場信意がいる。

## 生涯
京都に生まれ、断易者の泉田梅翁の門下生となる。馬場信房の子孫と称していた。主君の天台宗照高院の四代目門跡道尊法親王（後西天皇の皇子）に仕え、その図書となり、講談に通暁した。主君の死後、出家して、医者を生業とし、「尾田玄古」と名を変えている。医者としての業務の合間に著作活動を行っている。その後、經來寺（教來石）彌兵衛と書肆（本屋）を経営したとも伝えられる。
その著作活動は、元禄10年（1697年）から正徳5年（1715年）の没年までの晩年に集中し、中国古典易学書の俗解、中国通俗軍書（三国志後伝の翻訳・校定）の制作を主とした。
その易学関係の卜占書に対する執筆動機は、「漢文・中国語を読める自分が、そうでない人のため、占法を利用できるように仮名文字にし、発行したもの」で、「知識人である馬場信武が知り得た中国占大系を実用的に使いたい人のために、その知識を和解（やわらげて）意図的に提供したかった」ため、と「周易占法指南掌大成」の序文で主張している。
馬場信武の和解・俗解した卜占書は、実用性が高く、占いを生業とした人々に利用され、彼が俗解し続けた中国思想的な要素は江戸時代の日本社会に流布し得た。その著作は約百年後、琉球まで流布し、中国から来た者が入手し、己の記述に取り込むほど信用かつ重視されていた。
また、古易派のような知識層において評判はよくなかったが、文化年間において、信武の著作は当時の平澤常矩、新井白蛾と並び、売卜者の知識の基礎として認識され、民間において大きく普及し、一般人の日本人の日常的な出来事に対する考え方の形成に大きな影響を与えたと見られている。

## おもな著作
- 元禄10年（1697年）：『聚類参考梅花心易掌中指南』
- 元禄11年（1698年）：『周易蔵本鈔』
- 元禄13年（1700年）：『易學啓蒙圖解』
- 元禄16年（1703年）：『周易一生記』、『初學擲錢抄』、『通變八卦掌中指南』
- 宝永元年（1704年）：『通俗続三国志』（校定）
- 宝永2年（1705年）：『韻鏡譜鈔大成』、『新刻看命一掌金和解』
- 宝永3年（1706年）：『初學天文指南鈔』
- 正徳2年（1712年）：『通俗続後三国志』前編
- 正徳3年（1713年）：『易學啓蒙説統』
- 正徳5年（1715年）：『諸説辯断』
- 正徳6年（1716年）：『天文圖説』
- 享保3年（1718年）：『通俗續後三国志』後編

その他
- 『秘密符法』、『五経図解』、『書経集伝天度弁』、『咒符法』[1][2]

## 関連論文
- 長友千代治『近世における通俗軍書の流行と馬場信武、馬場信意』1976、愛知県立大学説林 (25)所収
- ハイエク・マティアス　『江戸時代における中国術数・卜占書の流布と馬場信武』2009年